# 핥은 손
핥은 손,  혹은 핥는 강아지는 도시전설로 대한민국의 인터넷 상에서는 개만 네 손을 핥을 수 있는 건 아니야로 잘 알려져 있다. 이는 미국의 청소년들 사이에서 인기있는 도시전설로 다른 도시전설처럼 많은 버전이 존재하며, 이 이야기는 인디애나주에서 두드러지게 이야기 되곤 한다.

## 내용
어린 소녀가 그녀의 강아지와 함께 집에 남게 되었다. 라디오에서 연쇄살인범(혹은 정신이상자)이 탈주한 상태라는 이야기를 듣고, 그녀는 모든 창문과 문을 잠그기 시작했다.(몇몇 버전에서는 잠긴 지하실 창문은 열어서 지하실 문을 잠근다.) 그리고 잠자리에 들면서 그녀의 강아지로 하여금 그녀의 침대 밑에 자게 하였다. 그런데 그녀는 한밤중에 화장실에서 들려오는 물소리 때문에 잠에서 깼다. 물 떨어지는 소리는 그녀를 짜증나게 만들었고, 그녀는 수도꼭지가 잠기지 않았다고 생각하고 스탠드를 키려했으나, 스탠드가 켜지지 않았다. 그래서 그녀는 너무 무서워서 형광등을 키지 못했으며 화장실까지 걸어갈 수도 없었다. 그녀는 이불 속에 숨었지만 강아지가 침대 밑에 그녀가 손을 내려놓자 그녀의 손을 핥아서 안심이 되었다. 그녀는 물 떨어지는 소리에 잠에서 깰 때마다 무거운 숨소리가 들리면서 온순하게 그녀의 손을 핥는 곳에 손을 내려놓았다. 결국 그녀는 잠이 들었다. 다음 날 아침 그녀가 일어나고 그녀는 물을 마시러 화장실로 향했다. 그런데 샤워실 벽 앞에
```
"꼬마아가씨, 사람도 손을 핥을 수 있어."
```

라는 피로 쓴 글씨와 함께 샤워기로 목이 졸린 강아지가 있었고, 피는 검게 굳었으며, 욕조에 뚝뚝 떨어졌다.
이 이야기의 다른 버전으로는 소녀가 아닌 근시를 가진 나이 든 여성이 되는 경우가 있으며, 라디오가 없는 경우가 있다. 또 강아지의 피부를 벗기거나, 강아지의 시체가 집의 다른 곳에 발견되는 경우가 있다.

## 대중문화
- 이는 1919년의 M.R. 제임스의 소설인 미스터 포인터의 일기(The Diary of Mr Poynter- 우크라이나어: пойнтер : 사냥감을 발견하면 그 소재를 알려주는 개.)에서 처음 언급 되었다.
- 1991년 공포영화 캠프파이어 이야기에서 도시전설로 언급되었다.
- 일본의 만화 죠죠의 기묘한 모험의 4부 35권에 이야기가 나온다.
- TV 시리즈 수퍼내추럴의 Family Remains 에피소드에서도 등장했다.